# Тихомир Костадинов
Тихомир Костадинов (Миравци, 4. март 1996) је северномакедонски фудбалер који тренутно наступа за Пјаст из Гливица. Игра на позицији везног играча.

## Успеси
Тетекс
- Куп Северне Македоније: (финале: 2014/15)[7]

 Ружомберок
- Куп Словачке: (финале: 2017/18,[8] 2019/20)[9]